# Nyárádszentsimon
Nyárádszentsimon (románul: Sânsimion) falu Romániában, Maros megyében.

## Története
Havad község része. A trianoni békeszerződésig Maros-Torda vármegye Nyáradszeredai járásához tartozott.

## Népessége
2002-ben 94 lakosa volt, ebből 94 magyar nemzetiségű.

## Vallások
A falu lakói közül 93-an református hitűek és 1 fő római katolikus.

## Testvértelepülés
- Ózd, Magyarország